# Premier di Niue
Il Premier di Niue è il capo del governo di Niue dal 19 ottobre 1974. L'attuale premier è Dalton Tagelagi, in carica dall'11 giugno 2020.

## Funzioni
Il Premier è capo del governo, eletto dall'Assemblea di Niue; egli forma un Gabinetto costituito dallo stesso premier ed altri tre ministri, sempre membri dell'Assemblea.

## Storia
Robert Rex fu continuativamente rieletto Premier ogni tre anni, dall'indipendenza di Niue, nel 1974, alla sua morte, nel 1992.

## Elenco
| #   | Premier  | Premier         | Partito                                                         | Mandato          | Mandato          |
| #   | Ritratto | Nome            | Partito                                                         | Inizio           | Fine             |
| --- | -------- | --------------- | --------------------------------------------------------------- | ---------------- | ---------------- |
| 1   |          | Robert Rex      | Indipendente (1974-1987) Partito del Popolo di Niue (1987-1992) | 19 ottobre 1974  | 12 dicembre 1992 |
| 2   |          | Young Vivian    | Indipendente                                                    | 12 dicembre 1992 | 9 marzo 1993     |
| 3   |          | Frank Lui       | Indipendente                                                    | 9 marzo 1993     | 26 marzo 1999    |
| 4   |          | Sani Lakatani   | Partito del Popolo di Niue                                      | 26 marzo 1999    | 1º maggio 2002   |
| (2) |          | Young Vivian    | Partito del Popolo di Niue (2002-2003) Indipendente (2003-2008) | 1º maggio 2002   | 19 giugno 2008   |
| 5   |          | Toke Talagi     | Indipendente                                                    | 19 giugno 2008   | 11 giugno 2020   |
| 6   |          | Dalton Tagelagi | Indipendente                                                    | 11 giugno 2020   | in carica        |